# Arthroleptella villiersi
Espèce
Synonymes
- Arthroleptella bicolor villiersi Hewitt, 1935

Statut de conservation UICN

 LC  : Préoccupation mineure
Arthroleptella villiersi est une espèce d'amphibiens de la famille des Pyxicephalidae.

## Répartition
Cette espèce est endémique du Sud-Ouest de la province de Cap-Occidental en Afrique du Sud. Elle se rencontre jusqu'à 1 000 m d'altitude.

## Étymologie
Cette espèce est nommée en l'honneur de Cornelius Gerhaardus Stephanus de Villiers (1894–1978).

## Publication originale
- Hewitt, 1935 : Some new forms of Batrachians and Reptiles from South Africa. Records of the Albany Museum, vol. 4, p. 283-357.